# Duddingston Kirk
Duddingston Kirk est une église paroissiale de l'Église d'Écosse, située à côté du parc de Holyrood dans le village de Duddingston, à l'est d'Édimbourg.

## Histoire et description
L'église a été construite vers 1124 par Dodin, un chevalier normand, sur un terrain concédé à l'abbaye de Kelso par le roi David Ier d'Écosse. Tel que construit à l'origine, le kirk se composait du chœur, de la nef et de la tour carrée. Le schéma traditionnel d'un axe est-ouest a été adopté. L'entrée d'origine sur le mur sud comprend un exemple particulièrement fin de sculpture sur pierre écossaise-normande, avec une porte arrondie. À la suite de l'élargissement des limites de la paroisse, l'aile Prestonfield a été ajoutée en 1631. Elle se compose d'une galerie, et de chambres fortes funéraires situées du côté nord. En 1968, l'intérieur du kirk a été remis à neuf, l'ancien orgue à tuyaux enlevé. 
Étant donné sa proximité avec le centre d'Édimbourg, Duddingston est depuis longtemps un lieu de prédilection pour de nombreux artistes et professionnels de la ville. Le romancier Walter Scott a été ordonné aîné à Duddingston en 1806. 
La kirk a également été utilisée comme lieu lors du Festival Fringe d'Édimbourg. 

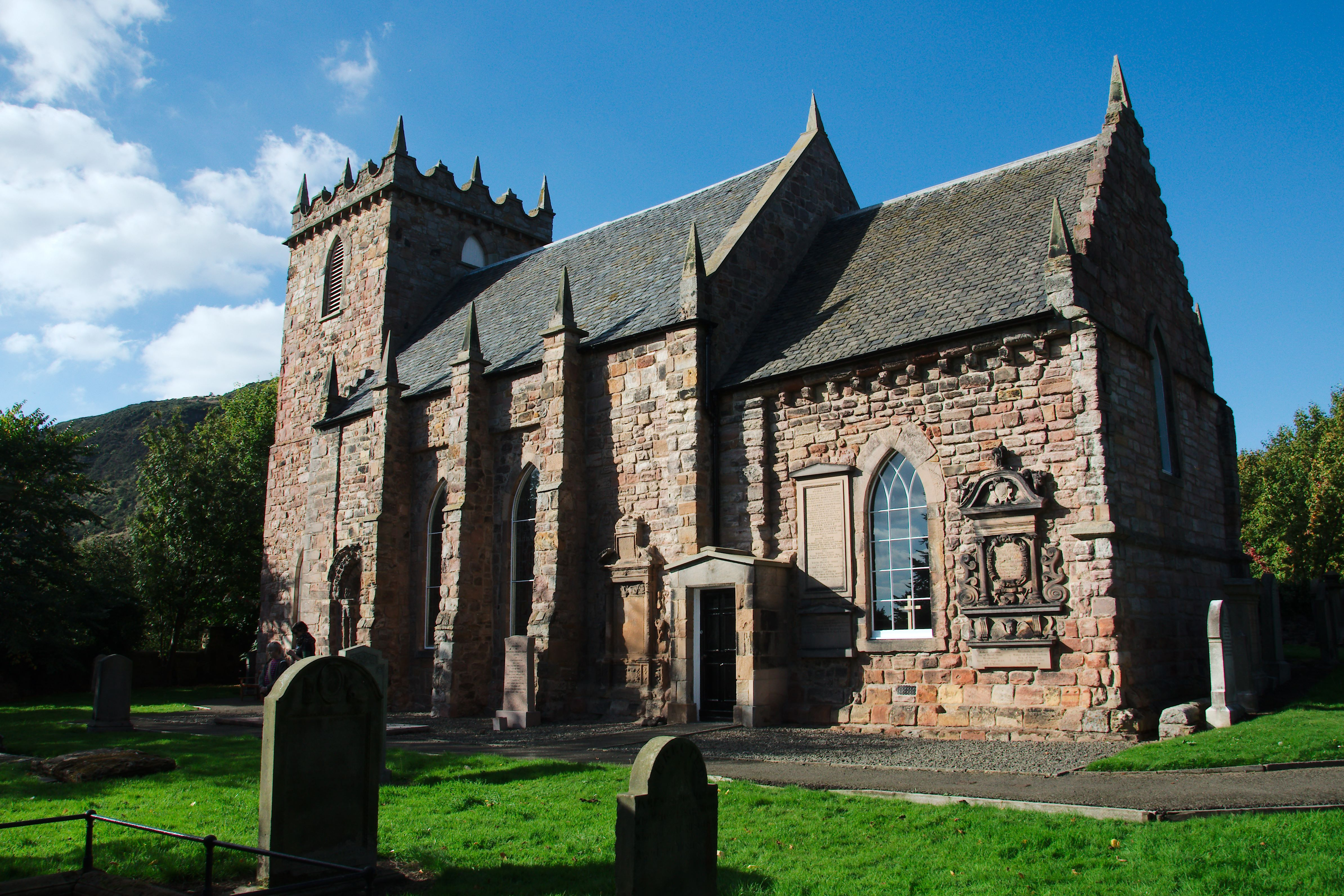
Duddingston Kirk
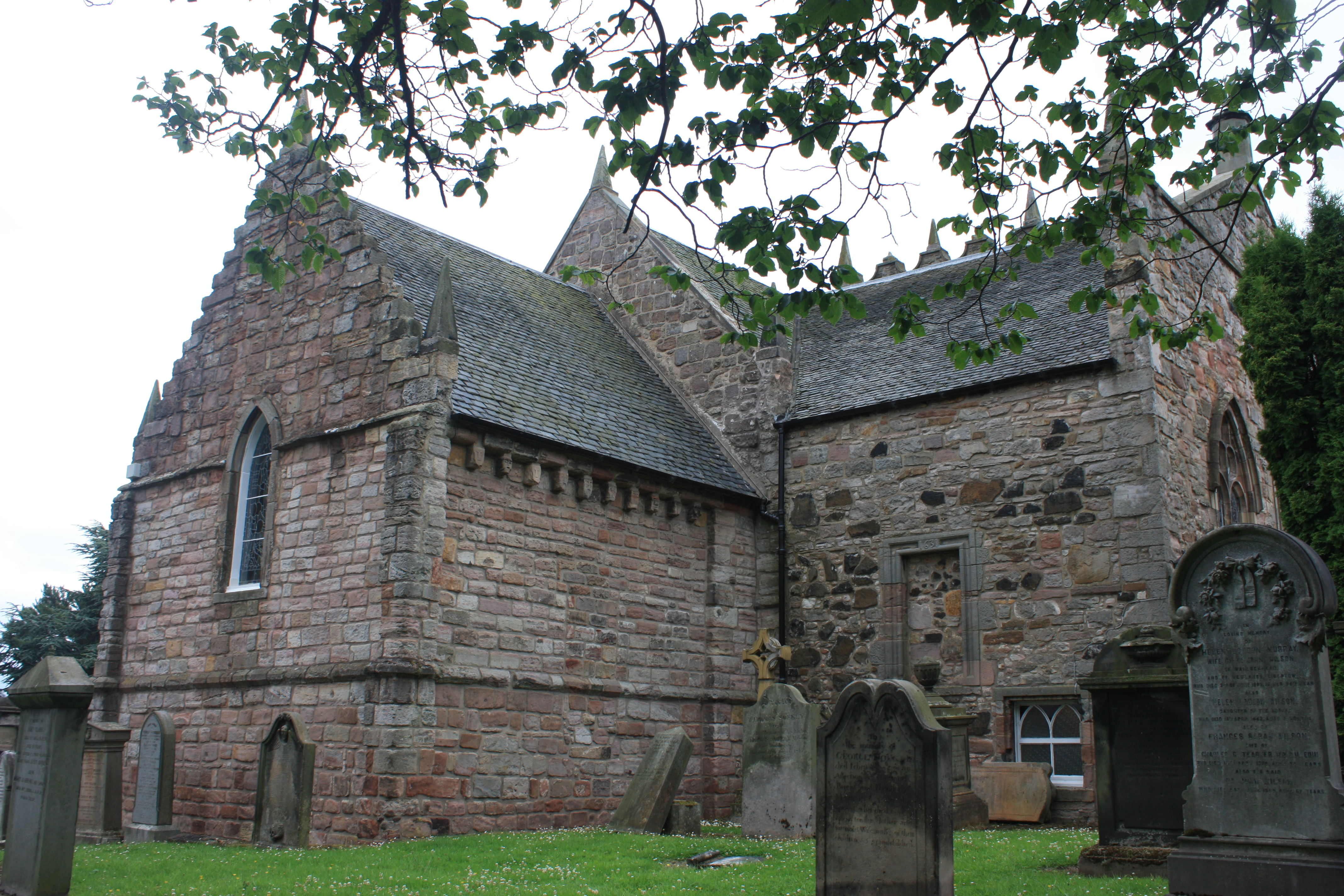
Duddingston Kirk vue du nord-est
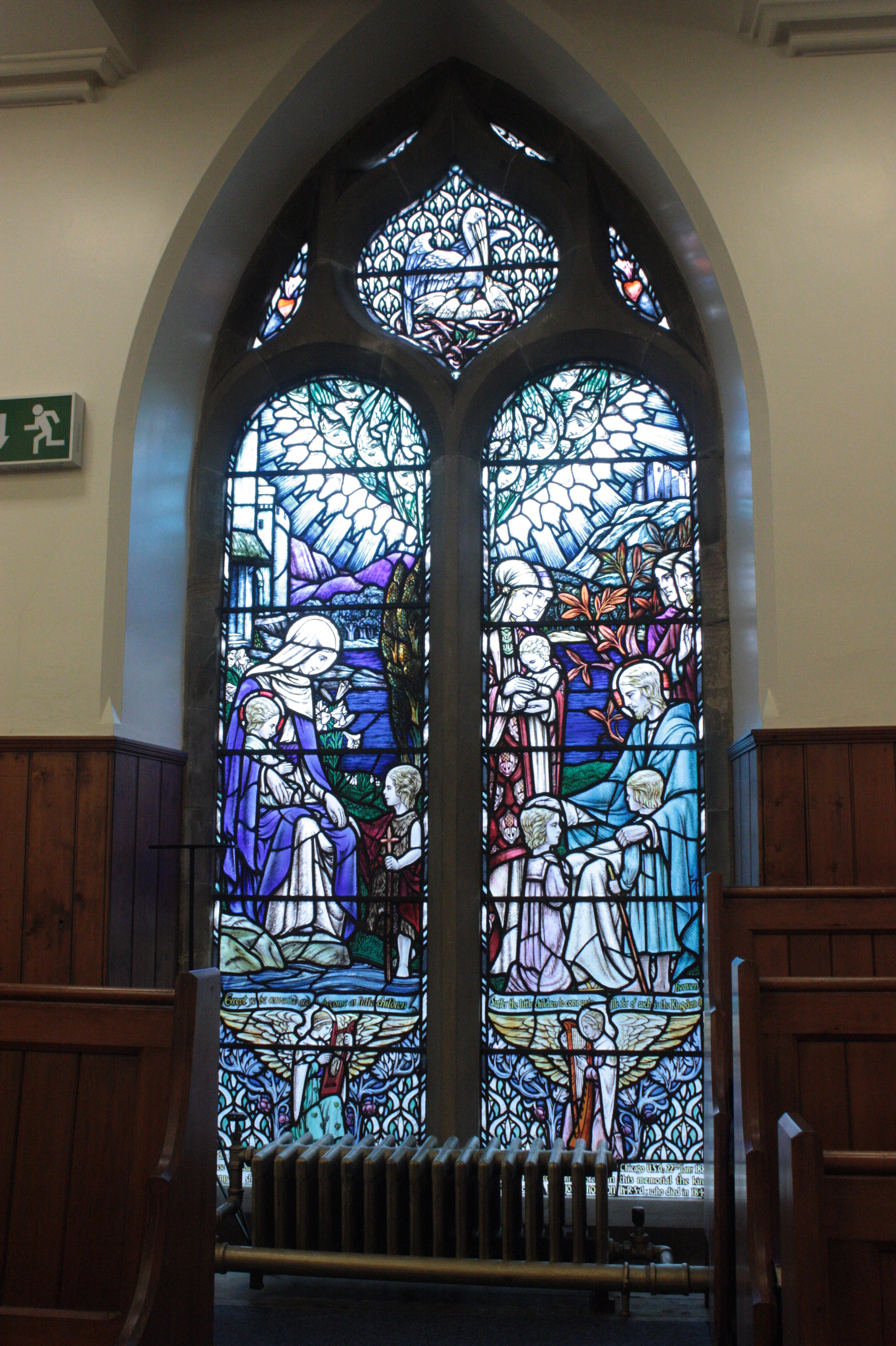
Vitrail commémoratif de Joan Carfrae Pinkerton par Douglas Strachan
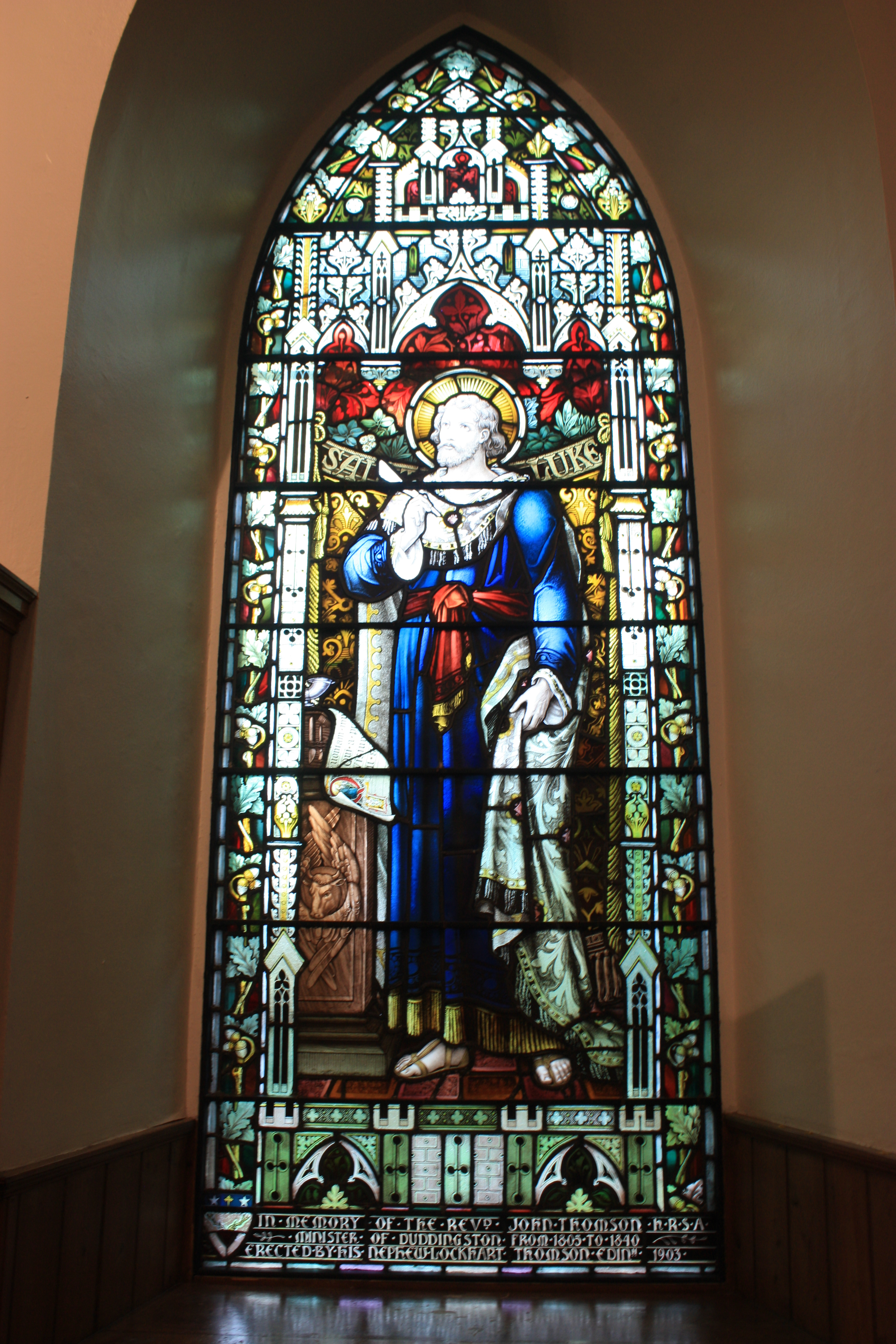
Vitrail commémoratif du révérend John Thomson, Duddingston Kirk

## Voir également
- Duddingston
- Edimbourg
- Église d'Écosse